# Marco Fábio Vibulano (cônsul em 442 a.C.)
Marco Fábio Vibulano (em latim: Marcus Fabius Vibulanus) foi um político da gente Fábia nos primeiros anos da República Romana eleito cônsul em 442 a.C. com Póstumo Ebúcio Helva Córnice. Ele é filho de Quinto Fábio Vibulano, cônsul em 467, 465 e 459 a.C., e irmão de Quinto Fábio Vibulano Ambusto, cônsul em 423 a.C. e tribuno consular em 416 e 414 a.C., e de Numério Fábio Vibulano, cônsul em 421 a.C..

## Consulado (442 a.C.)
Seu mandato ocorreu num período de tranquilidade em Roma, interna e externamente, tanto que Lívio só cita a estratégia adotada pelo Senado para restaurar aos aliados ardeatinos os territórios irregularmente anexados depois da intervenção de Públio Escápio na Assembleia das centúrias.

## Batalha de Fidenas
Em 437 a.C., na campanha militar contra Fidenas, que trocou sua aliança com Roma pela de Veios e faliscos, foi nomeado legado do ditador Mamerco Emílio Mamercino, encarregado de conduzir a campanha.
Na batalha, que resultou em vitória romana, Marco Fábio ficou com a tarefa de proteger o acampamento romano e conseguiu repelir um ataque da cavalaria etrusca de Tolúmnio.

## Tribuno consular (433 a.C)
Marco Fábio foi eleito tribuno consular em 433 a.C. com Lúcio Sérgio Fidenato e Marco Fólio Flacinador, todos patrícios.
Durante seu mandato, Roma sofreu novamente com uma epidemia, especialmente na zona rural, o que resultou em fome. Os tribunos tentaram remediar a situação importando cereais da Sicília. Um templo dedicado a Apolo Sosiano foi projetado na esperança de limitar o alcance da fome, mas perdas de homens e animais ficaram críticas.